# NGC 1634
NGC 1634 је елиптична галаксија у сазвежђу Бик која се налази на NGC листи објеката дубоког неба.
Деклинација објекта је + 7° 20' 20" а ректасцензија 4h 40m 9,8s. Привидна величина (магнитуда) објекта NGC 1634 износи 14,1 а фотографска магнитуда 15,1. NGC 1634 је још познат и под ознакама MCG 1-12-15, CGCG 419-22, ARAK 109, KCPG 101B, PGC 15775.